# Eutanyacra trivittata
Eutanyacra trivittata là một loài tò vò trong họ Ichneumonidae.